# Metil violet
Metil violetul face parte din categoria coloranților aril-metanici, fiind de fapt un amestec de tetrametil, pentametil, hexametil pararozanilină.În funcție de procentul celor 3 coloranți se pot obține diverse nuanțe de culori.

Metil Violet 2B
Methyl Violet 6B conferă o nuanţă mai întunecată comparativ cu tetrametilul
Methyl Violet 10B imprimă o nuanţă intermediară , mai întunecată comparativ cu 2B dar mai deschisă faţă de 6b

## Utilizări
- Ca indicator de pH domeniul de viraj la pH puternic acid 0-1,6
- Hexamerul 10 B (violet de gențiană) folosit în bacteriologie pentru colorația Gram
- Are capacitatea de legare de ADN, fiind întrebuințat pentru identificarea mutațiilor